# Melissa Humana-Paredes
Melissa Humaña-Paredes (Toronto, 10 de outubro de 1992) é uma jogadora de voleibol de praia canadense.

## Carreira
Melissa é filha caçula de dois expatriados chilenos, a bailarina Myriam Paredes e o ex-voleibolista Hernán Humaña, este representou a seleção nacional, mais tarde treinou a dupla canadense John Child e Mark Heese na conquista da medalha de bronze nos Jogos Olímpicos de Atlanta 1996.
Ela começou a jogar voleibol de praia com apenas 12 anos de idade, posteriormente, quatro anos mais tarde, já competia pelo Canadá internacionalmente. Estudou na Universidade York, especializando-se em comunicações e paralelamente defendia a equipe de voleibol do York Lions.
Ao lado de Victoria Altomare a edição do Campeonato Mundial Sub-19 de Vôlei de Praia de 2009 em Alanya, Turquia, quando terminaram na décima sétima posição. No ano ano seguinte disputou ao lado de Jennifer Cross a edição do Campeonato Mundial Sub-19 de Vôlei de Praia de 2010 em Porto, Portugal, na ocasião finalizaram a nona posição.
Em 2011, conquistou a medalha de prata no Campeonato Mundial Sub-21 de Vôlei de Praia ao lado de Victoria Altomare sediado em Halifax, Canadá. A pedido de seu pai junto ao então treinador Garth Pischke passou a formar dupla com filha deste Taylor Pischke, disputando  a edição do Campeonato Mundial Sub-21 de Vôlei de Praia de 2012, novamente em Halifax, e terminaram na quinta colocação e com esta conquistou a medalha de bronze na edição do Campeonato Mundial Sub-23 de Vôlei de Praia de 2013, em Mysłowice, Polônia.

Juntas obtiveram novamente a medalha de bronze na edição do Campeonato Mundial Sub-23 de 2014 em Mysłowice. Foi nomeada a Revelação do Circuito Mundial de Vôlei de Praia de 2014. No ano de 2015 disputou os Jogos Pan Americanos de Toronto ao lado Taylor Pischke, chegaram as semifinais, finalizando em quarto lugar. Foi nomeada a Revelação do Circuito Mundial de Vôlei de Praia de 2014.
Em 2017 foi semifinalista na edição do Campeonato Mundial de Vôlei de Praia em Viena, Áustria, ao lado de sua parceira Sarah Pavan. A dupla conquistaria o título em 2019, em Hamburgo, Alemanha. Na sua estreia nas Olimpíadas em Tóquio 2020, Humana-Paredes e Pavan chegaram às quartas de final, caindo para as australianas Clancy/Artacho del Solar.

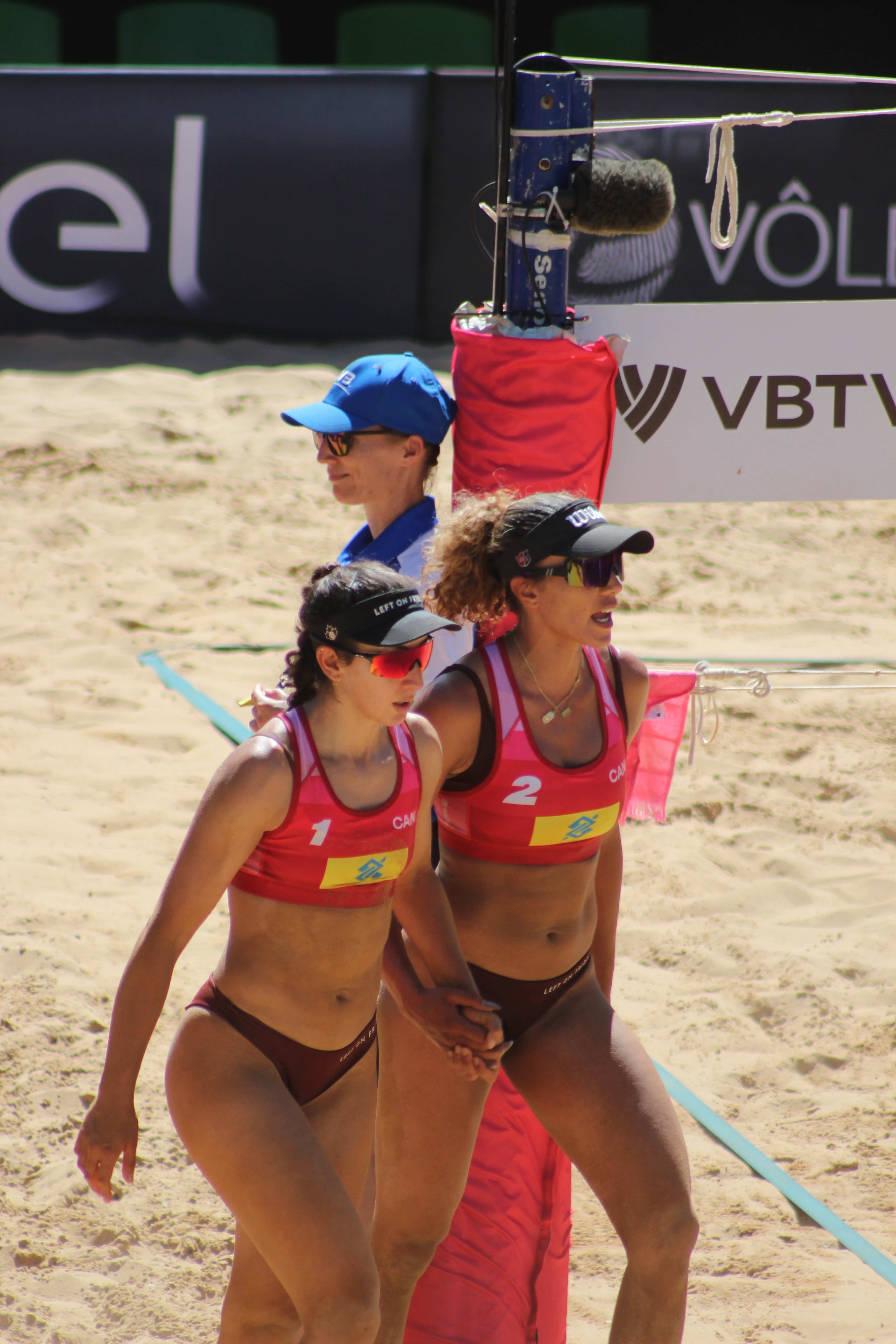
Melissa e Brandie Wilkerson no mundial de 2024.

Depois de conquistar com Pavan o bicampeonato do Commonwealth Games, anunciou a separação da dupla, passando a jogar com  Brandie Wilkerson, uma velha amiga com quem jogara no time de vôlei da Universidade de York. A dupla logo teve sucesso, não se classificando abaixo de quinto em seus 10 torneios de 2023. Logo após cair nas quartas do mundial, foi para os Jogos Pan-Americanos de 2023  em Santiago, declarando estar entusiasmada em jogar no país de seus pais. Foi junto de Wilkerson porta-bandeira do Canadá na cerimônia de abertura, e terminou o torneio com a medalha de prata. No ano seguinte, Humana-Paredes e Wilkerson foram finalistas olimpícas em Paris 2024, conquistando a prata após perderem a final para as brasileiras Ana Patrícia Ramos e Duda Lisboa.

## Títulos e resultados
- Jogos Olímpicos de Verão de 2024
- Elite 16 de Ostrava do Circuito Mundial de 2024
- Elite 16 de Doha do Circuito Mundial de 2024
- Jogos Pan-Americanos de 2023
- Elite 16 de Ostrava do Circuito Mundial de 2023
- Jogos Pan-Americanos:2015

## Premiações individuais
- Revelação do Circuito Mundial de Voleibol de Praia de 2014[10]